# Отрадне (Красногорський район)
Селище Отрадне (рос. Отрадное)– селище у Красногорському районі Московської області Російської Федерації

## Розташування
Селище Отрадне входить до складу сільського поселення Отрадне, є його адміністративним центром. Воно розташовано на північ від Красногорська, на березі річки Синичка – притоки Москви-ріки. Найближчі населені пункти, Ангелово, Сабурово, Гаврилково.

## Населення
Станом на 2010 рік у селі проживало 1282 людини